# Hemilea
Hemilea är ett släkte av tvåvingar. Hemilea ingår i familjen borrflugor.

## Dottertaxa tillHemilea, i alfabetisk ordning[1]
- Hemilea accepta
- Hemilea acrotoxa
- Hemilea albicostalis
- Hemilea alini
- Hemilea araliae
- Hemilea atrata
- Hemilea bipars
- Hemilea clarilimbata
- Hemilea cnidella
- Hemilea continua
- Hemilea dimidiata
- Hemilea fenestrata
- Hemilea flavoscutellata
- Hemilea formosana
- Hemilea freyi
- Hemilea hyalina
- Hemilea infuscata
- Hemilea kalopanacis
- Hemilea lineomaculata
- Hemilea longistigma
- Hemilea malagassa
- Hemilea malaisei
- Hemilea malgassa
- Hemilea melanopteryx
- Hemilea miyaluoia
- Hemilea nabiae
- Hemilea nudiarista
- Hemilea pilosa
- Hemilea praestans
- Hemilea quadrimaculata
- Hemilea sibirica
- Hemilea theodori
- Hemilea tianmushana
- Hemilea undosa